# Liste des meilleurs rebondeurs en NBA en playoffs
Cette page présente la liste des meilleurs rebondeurs en playoffs NBA en carrière.

## Explications
Les rebonds ont été pris en compte en NBA à partir de la saison NBA 1950-1951. Avant la saison NBA 1973-1974, il n'y avait pas de distinctions entre les rebonds défensifs et les rebonds offensifs ; néanmoins cela n'affecte en rien ce classement puisqu'il prend en compte la totalité des rebonds pris sur une carrière uniquement en playoffs.
Le rebond est une caractéristique spécifique aux joueurs intérieurs (les pivots et les ailiers forts), c'est pour cette raison que la quasi-totalité des joueurs présents dans ce classement sont des joueurs ayant évolué à ces types de poste. Mais comme tout classement quantitatif, on y retrouve tout de même des joueurs ayant évolué à d'autres postes : en effet plus la carrière est longue et plus on a de chances de figurer dans un classement quantitatif.

## Classement

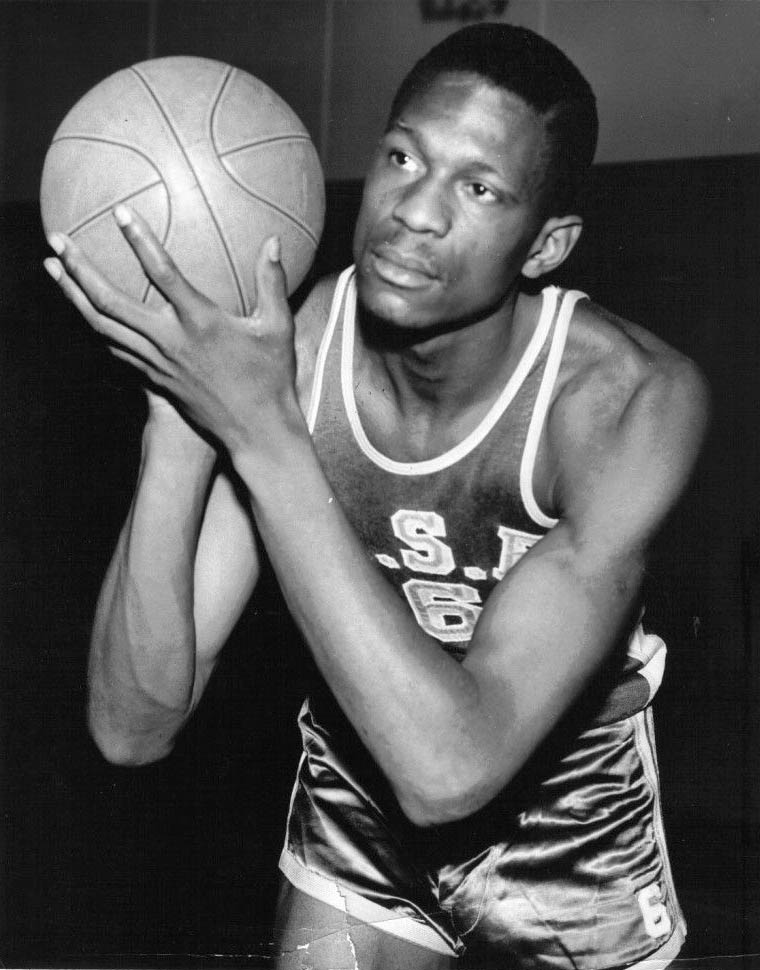
Bill Russell (1er)

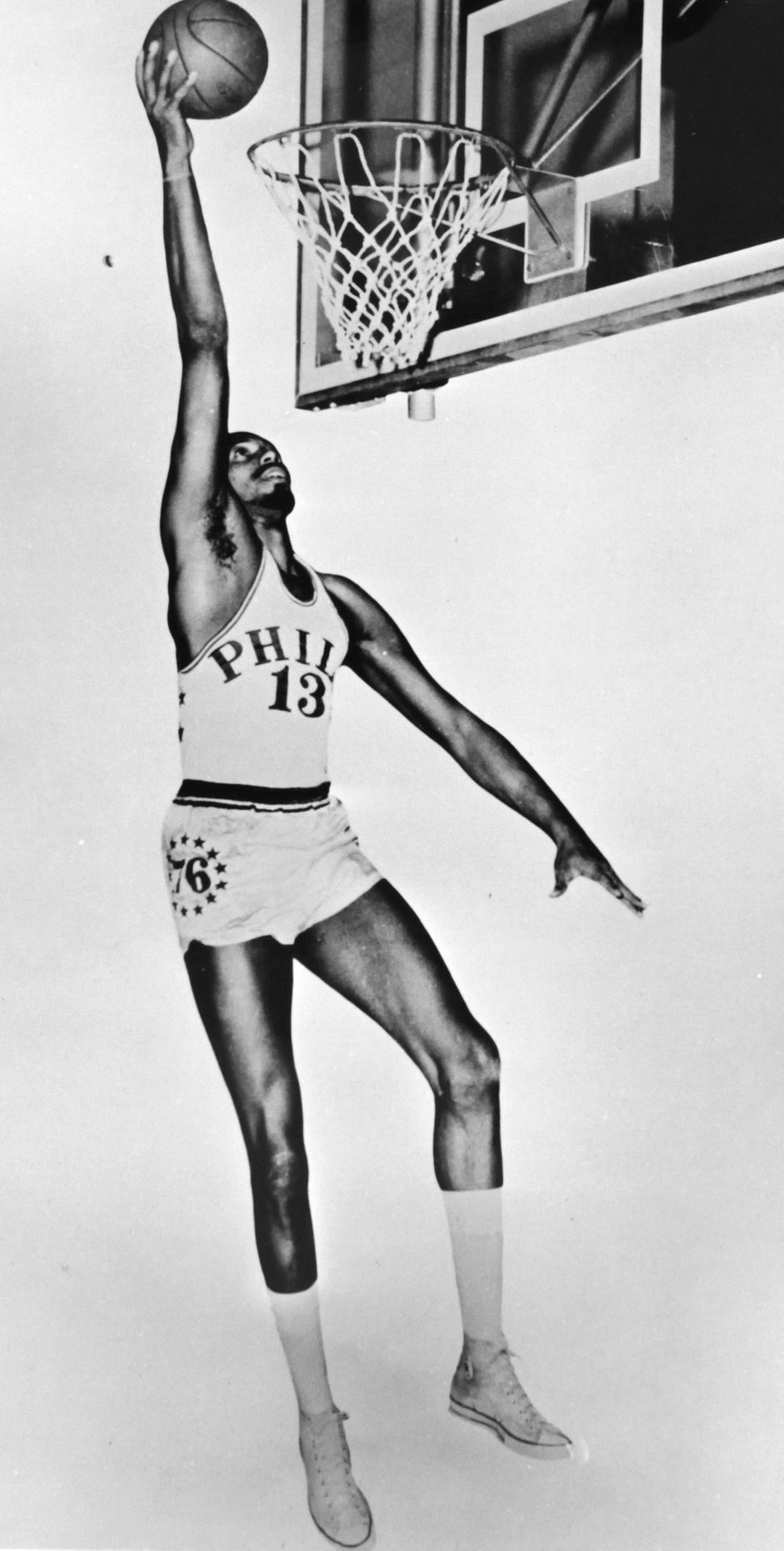
Wilt Chamberlain (2e)

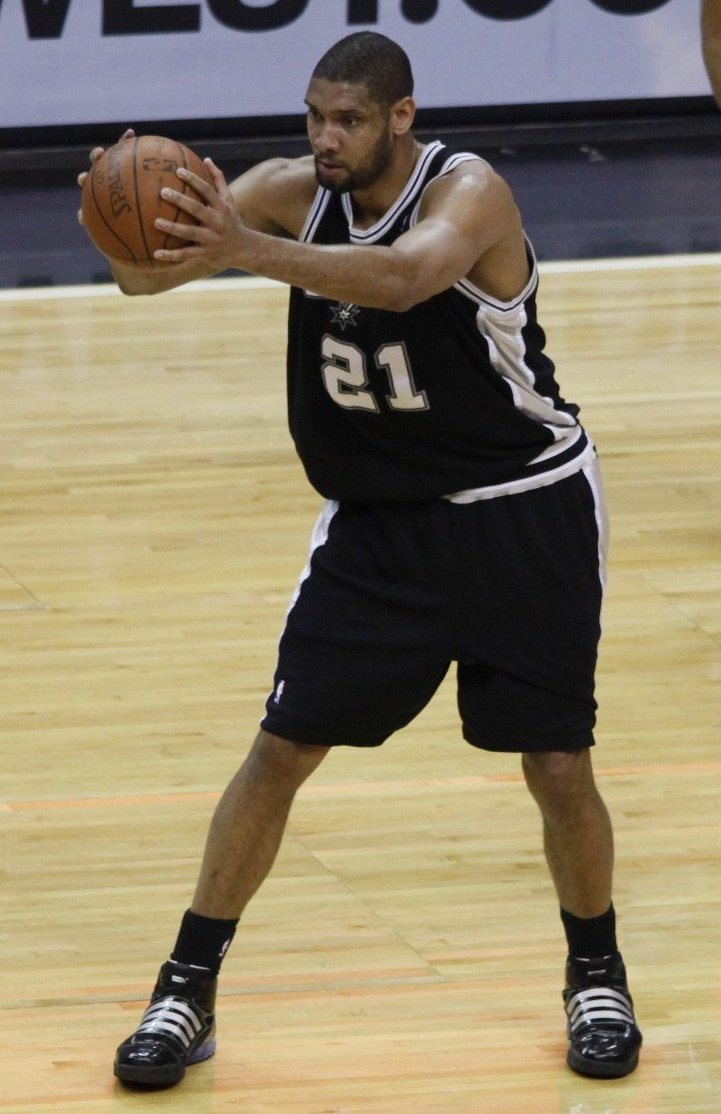
Tim Duncan (3e)

| ^ | Joueur en activité en NBA                   |
| * | Joueur intronisé au Basketball Hall of Fame |

- Mise à jour le 19 mai 2025

| Rang | Nom                 | Total de Rebonds | Matchs disputés | Moyenne en carrière | C |
| ---- | ------------------- | ---------------- | --------------- | ------------------- | - |
| 1    | Bill Russell        | 4 104            | 165             | 24,87               | * |
| 2    | Wilt Chamberlain    | 3 913            | 160             | 24,46               | * |
| 3    | Tim Duncan          | 2 859            | 251             | 11,39               | * |
| 4    | LeBron James        | 2 628            | 292             | 9,00                | ^ |
| 5    | Shaquille O'Neal    | 2 508            | 216             | 11,61               | * |
| 6    | Kareem Abdul-Jabbar | 2 481            | 237             | 10,47               | * |
| 7    | Karl Malone         | 2 062            | 193             | 10,68               | * |
| 8    | Wes Unseld          | 1 777            | 119             | 14,93               | * |
| 9    | Robert Parish       | 1 765            | 184             | 9,59                | * |
| 10   | Elgin Baylor        | 1 724            | 134             | 12,87               | * |
| 11   | Larry Bird          | 1 683            | 164             | 10,26               | * |
| 12   | Dennis Rodman       | 1 676            | 169             | 9,91                | * |
| 13   | Hakeem Olajuwon     | 1 621            | 145             | 11,18               | * |
| 14   | Scottie Pippen      | 1 583            | 208             | 7,61                | * |
| 15   | Charles Barkley     | 1 582            | 123             | 12,86               | * |
| 16   | Al Horford          | 1 561            | 197             | 8,04                | ^ |
| 17   | Kevin Garnett       | 1 534            | 143             | 10,73               | * |
| 18   | Paul Silas          | 1 527            | 163             | 9,37                |   |
| 19   | Dwight Howard       | 1 473            | 125             | 11,78               |   |
| 20   | Magic Johnson       | 1 465            | 190             | 7,71                | * |
| 21   | Horace Grant        | 1 457            | 170             | 8,57                |   |
| 22   | Ben Wallace         | 1 454            | 130             | 11,18               | * |
| 23   | Dirk Nowitzki       | 1 446            | 145             | 9,97                | * |
| 24   | Charles Oakley      | 1 445            | 144             | 10,03               |   |
| 25   | Patrick Ewing       | 1 435            | 139             | 10,32               | * |